# Mihashira Torii

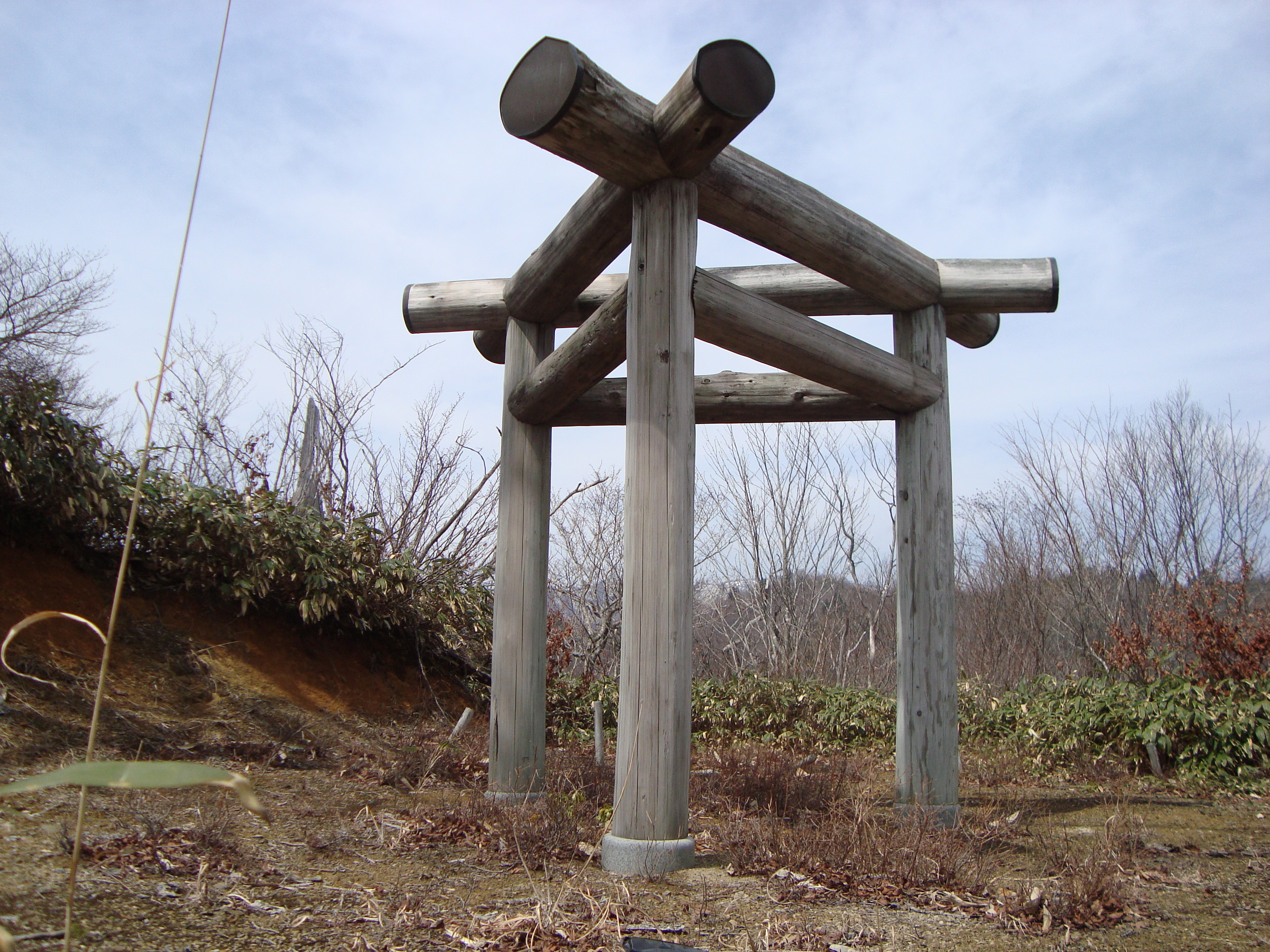
Yamatu, Gifu

Mihashira Torii ou Mitsubashira Torii (三柱鳥居, lit. "Torii de três pilares", também 三角鳥居 sankaku torii) é um tipo de torii da arquitetura xintoísta. Como o próprio nome indica, é uma estrutura triangular constituída por três torii individual. É possível que sua origem remonte aos primeiros cristãos japoneses para representar a Santíssima Trindade.

## História

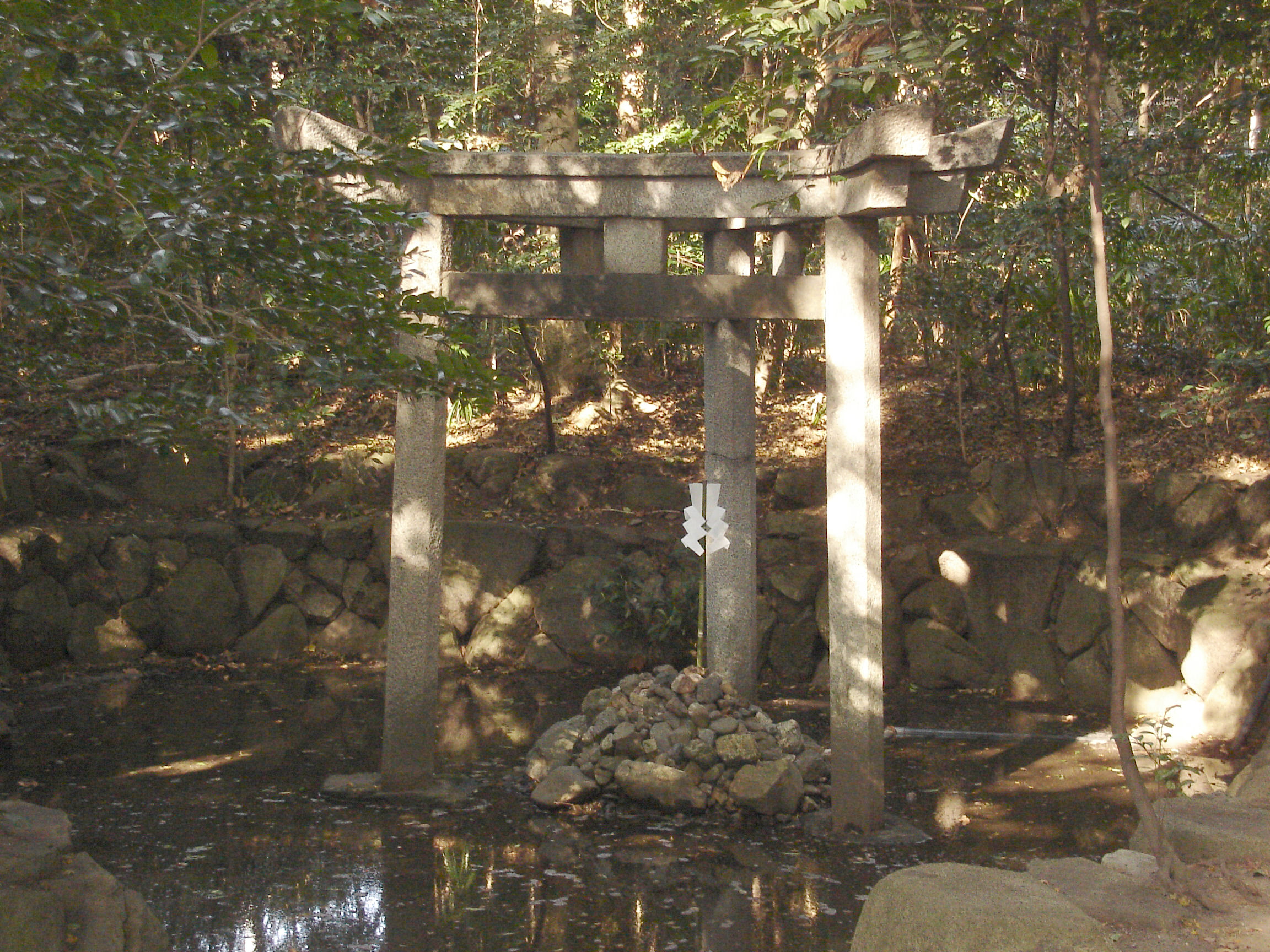
Mihashira Torii em Konoshima Shrine

A primeira menção de um torii mihashira foi descrita nos arquivos do templo Konoshima em Kyoto. Eles relatam que o torii triangular foi reconstruído em 1716-1736, após um incêndio. O texto presente na construção de torii refere-se ao nestorianismo e tem três pilares que representam o céu, a terra e a humanidade. Esta interpretação não é usual em crenças xintoístas. Os arquivos do santuário também indicam que o torii simboliza a fé, a esperança e a caridade. O torii de Konoshima situa-se no meio de uma lagoa, onde um montão de pedras permanece ao centro, supostamente representando a sede de uma divindade.

## Imagens

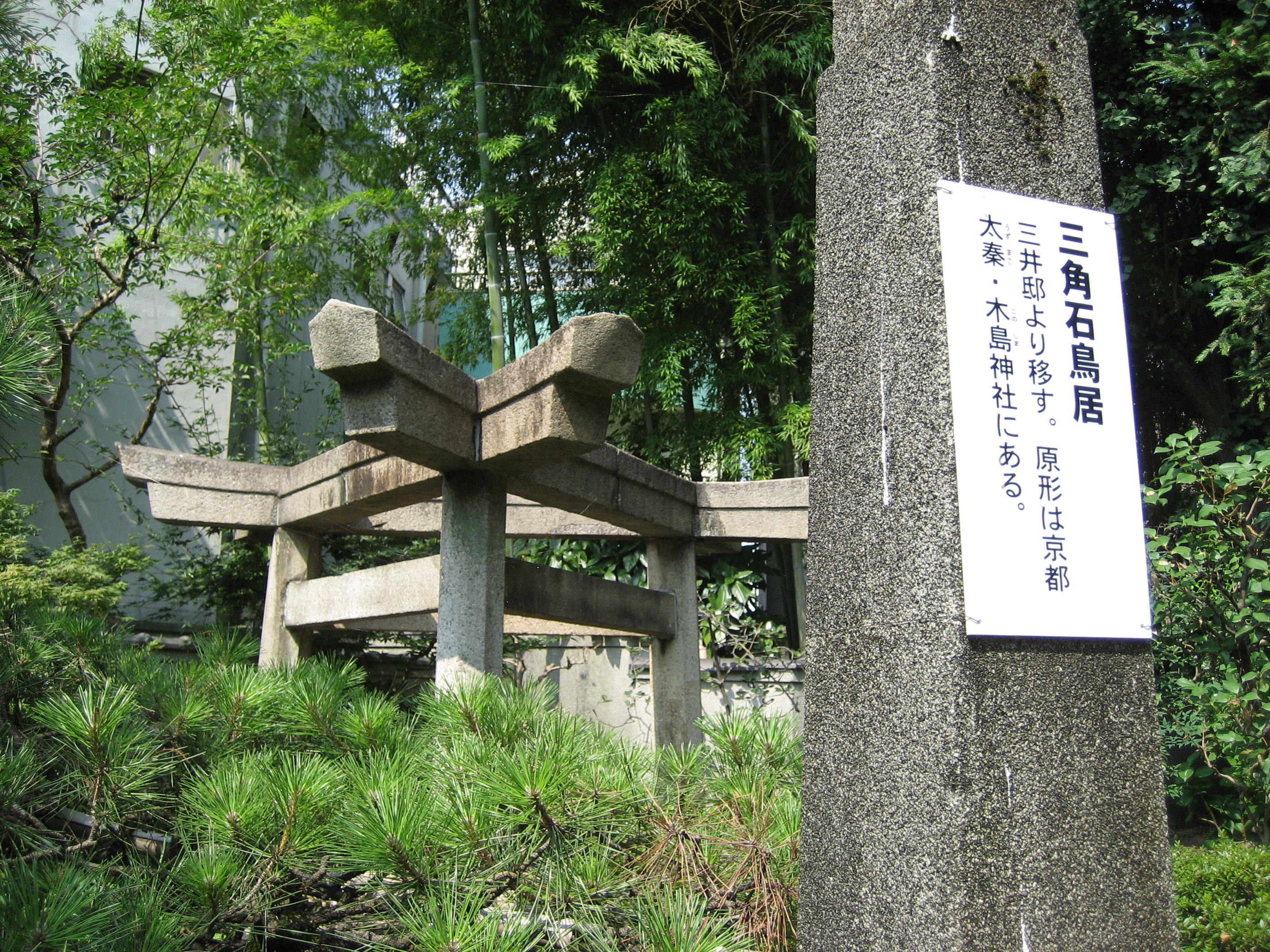
Mimeguri Shrine
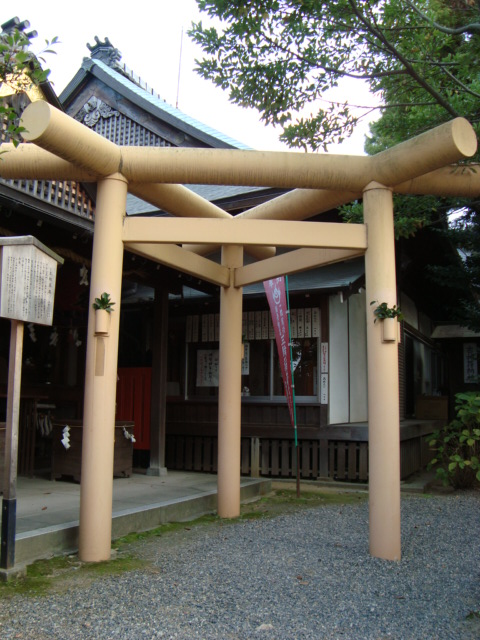
Sakurai, Nara
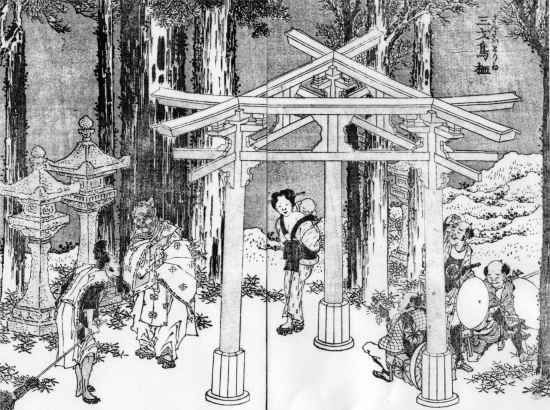
Gravura de autoria de Hokusai